# بادي بيري
بادي بيري (بالإنجليزية: Paddy Berry)‏ هو مغني أيرلندي، ولد في 12 أكتوبر 1937.